# FMA IA 58 Pucará
ФМА IA 58 Пукара́ (исп. FMA IA 58 Pucará, от кечуа Pukara — «крепость») — аргентинский лёгкий штурмовик. Разработан по заказу ВВС Аргентины инженерами кордовского Института аэротехники во главе с авиаконструктором Эктором Руисом. Предназначен для использования в контрпартизанской войне. Серийно производится с 1974 года. Состоит на вооружении ВВС Аргентины и других стран мира.

## История строительства и службы
Разработка самолёта началась в 1966 году, когда Аргентине потребовался лёгкий разведывательный, ударный и противопартизанский самолёт. Прототип с двумя ТВД Garrett TPE331-U-303 совершил первый полёт 20 августа 1969 года. На последующих самолётах устанавливались французские двигатели Turboméca Aztazou XVIG.
Штурмовик использовался в боевых действиях в ходе операции «Независимость» и англо-аргентинской войне. На Фолклендах в 1982 году аргентинцы применяли с «Пукар» напалм против британских сил. 28 мая «Пукара», пилотируемая аргентинцем Мигелем Хименесом, сбила вражеский вертолёт Westland Scout. Из 24-х использовавшихся в конфликте самолётов 23 были потеряны, в том числе в результате действий британских коммандос, авиации, один был захвачен англичанами и использовался Королевскими ВВС.
Поставлялся на экспорт ВВС третьих стран. В покупке самолёта были заинтересованы Египет (50 машин), Мавритания (6 машин), Венесуэла (в дальнейшем предпочла американский самолёт «Бронко»), Центральноафриканская Республика (12 машин). Все контракты по различным причинам оказались нереализованными. Планировавшаяся поставка 20 машин в Ирак была аннулирована правительством Аргентины.

## Конструкция
Представляет собой двухмоторный низкоплан цельнометаллической конструкции, выполнен по нормальной аэродинамической схеме. Хвостовое оперение Т-образное, убираемое шасси — трёхопорное, с длинными стойками, что позволяет подвеску многочисленного вооружения. Оно обеспечивает возможность эксплуатации «Пукары» с грунтовых аэродромов. Фонарь кабины и пол бронировались. В кабине устанавливались британские катапультируемые кресла Martin-Baker Mk 6.

## Тактико-технические характеристики
Источник данных: Мировая авиация №132

Технические характеристики
- Экипаж: 2
- Длина: 14,253 м
- Высота: 5,362 м
- Площадь крыла: 30,30 м²
- Масса пустого: 4020 кг
- Нормальная взлётная масса: 5300 кг
- Максимальная взлётная масса: 6800 кг
- Масса топлива во внутренних баках: 1300 кг
- Силовая установка: 2 × Turbomeca Astazou XVIG
- Мощность двигателей: 2 × 1022 л.с. (2 × 762 кВт)

Лётные характеристики
- Максимально допустимая скорость: 750 км/ч
- Максимальная скорость: 500 км/ч
- Крейсерская скорость: 480 км/ч
- Боевой радиус: 225—650 км
- Практическая дальность: 2305 км
- Практический потолок: 10000 м
- Скороподъёмность: 1080 м/мин (максимальная, на уровне моря)

Вооружение
- Стрелково-пушечное: 2 × 20-мм Hispano-Suiza DCA-804 c 270 патронами на пушку
4 × 7,62-мм FN M2-30 c 900 патронами на пулемёт
- Точки подвески: 3
- Боевая нагрузка: 1500 кг
- Неуправляемые ракеты: 3 ПУ 19 × 68-мм LAU или
36 × 68-мм Matra F1 или
6 ПУ 19 × 70-мм
- Бомбы: 4 × 400-кг или
4 × 500-кг бомб или
8 × 250-кг бомб или
12 × 120-кг бомб

## Варианты
- AX-02 Delfín — прототип;
- AX-04 — торпедоносец;
- IA 58A — первая и основная серийная модификация;
- IA 58B (Bravo) — IA 58A с двумя 30-мм пушками DEFA 553;
- IA 58C (Charlie) — вариант, вооружённый ракетами Matra R550 Magic или Martín Pescador;
- IA-58D (Delta)
- IA-58E (Echo)
- IA-66 — вариант с ТВД Garrett TPE331-11-601W. Изготовлен 1 прототип.

## Операторы
Аргентина
- ВВС Аргентины — 108 IA 58 1967—настоящее время[6]

 Уругвай
- ВВС Уругвая — 9 IA 58B 1981—2004[7]

 Шри-Ланка
- ВВС Шри-Ланки — 4 IA 58A 1993—2004[8]

 Колумбия
- ВВС Колумбии — 3 IA 58A 1989—2004[9]

 Великобритания
- ВВС Великобритании — 1 IA 58A 1982—?[3]